# Pôle écoles Méditerranée
Pour les articles homonymes, voir Centre d'instruction navale et CIN.
Le Pôle écoles Méditerranée (PEM) est situé dans la commune de Saint-Mandrier-sur-Mer. Ancien centre d'instruction naval (CIN) de Saint-Mandrier inauguré en 1971, il rassemble depuis le 31 août 2015 sous une même autorité, quatre écoles de la Marine nationale française :
- l'École des systèmes de combat et des opérations aéromaritimes (ESCO) qui forme à la conduite des opérations aéromaritimes et à la maîtrise des systèmes de combat et de commandement. Les officiers de l'École des systèmes de combat et armes navals (ESCAN) y sont formés. L'antenne marine au sein de l'école des transmissions de Cesson-Sévigné (ETRS) lui est rattachée.
- l'École des systèmes, technologies et logistique navals (ESTLN) qui forme à la conduite des systèmes de propulsion et de production d’énergie des navires. Elle garantit également la capacité dans la lutte contre les sinistres.
- l'École de plongée (ECOPLONG) qui forme le personnel des armées, de la gendarmerie et du SSA aux opérations militaires subaquatiques ainsi qu’à la mise en œuvre d’explosifs et au déminage, au génie sous-marin et à la physiologie de la plongée et médecine hyperbare.
- l'École des matelots (ECOMATELOT) qui incorpore, instruit et prépare aux métiers du marin ; elle assure par ailleurs l’entraînement physique militaire et sportif pour l’ensemble du personnel du PEM et l’aguerrissement de ses élèves.

Formant 8 000 militaires par an, le PEM est le plus important des organismes de formation de la marine. Il assure 50 % des incorporations et formations initiales des quartiers-maîtres et matelots de la flotte (QMF) et volontaires (VLT) et plus de 60 % des formations de brevets et certificats supérieurs.

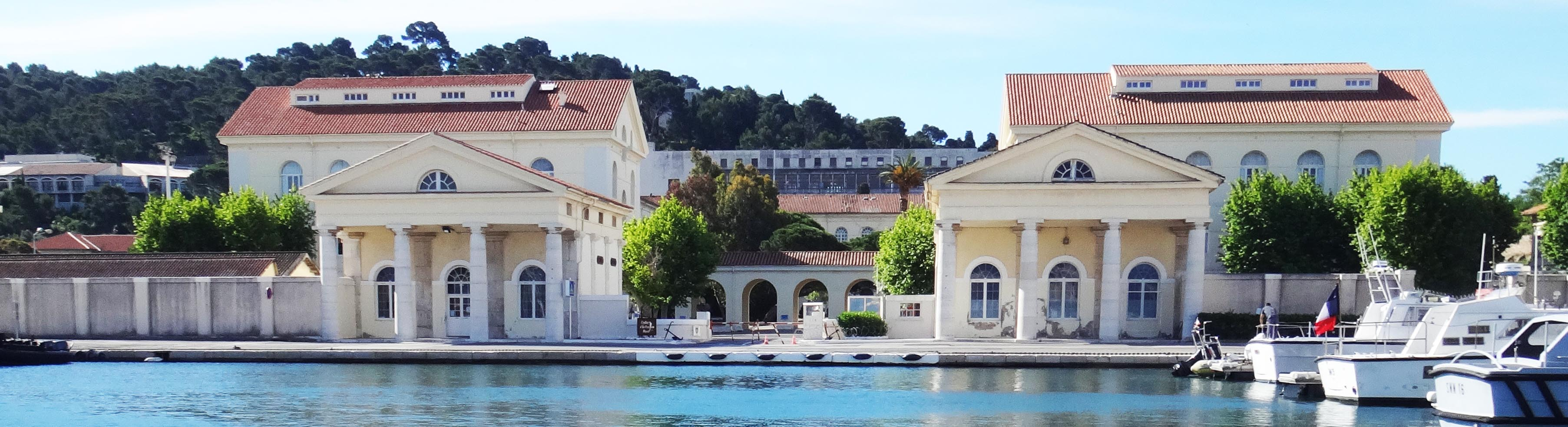
Entrée principale du PEM

## Drapeaux
Le CIN de Saint-Mandrier a la garde de deux drapeaux de la Marine nationale française :
- le drapeau des canonniers marins. Il est le résultat d'une souscription publique des Toulonnais  pendant le premier conflit mondial, en hommage aux glorieux canonniers marins. Il est inscrit en lettre d'or les inscriptions suivantes :
  - sur l'avers : République française, Canonniers marins et au centre des quatre couronnes d’angle, les initiales CM;
  - sur le revers, le nom des batailles suivantes : Champagne 1915, Verdun 1916, Somme 1916, Malmaison 1917, Bataille de France 1918.

Il est décoré de la médaille militaire, de la croix de guerre 1914-1918 avec palme et de la Croix de guerre 1939-1945 avec palme. Sa cravate porte l'inscription : Don patriotique de la Ville de Toulon.
- le drapeau de l'École des apprentis mécaniciens de la flotte qui lui a été remis le 25 janvier 1985. Il est décoré de la croix de chevalier de la Légion d'honneur, de la croix de guerre 1914-1918 avec palme, de la croix de guerre 1939-1945 avec palme et de la croix de guerre des Théâtres d'opérations extérieurs avec palme.